# کوین کینر
کوین کینر (انگلیسی: Kevin Kiner؛ زادهٔ ۳ نوامبر ۱۹۵۸) آهنگساز فیلم اهل ایالات متحده آمریکا است. وی از سال ۱۹۸۶ میلادی تاکنون مشغول فعالیت بوده‌است.

## فیلم‌شناسی
- لپرکان (۱۹۹۳)
- بیگانه (۱۹۹۵)
- خانه امن (۱۹۹۸)
- فرماندهٔ پرواز (۱۹۹۹)
- پیشتازان فضا: انترپرایز (۲۰۰۴–۲۰۰۵)
- مدیسون (۲۰۰۵)
- جیمز باند ۰۰۷: افسانه‌ها (۲۰۱۲) (بازی ویدئویی)